# The Woods (comics)
Pour les articles homonymes, voir The Woods.
The Woods est une série de bande dessinée américaine scénarisée par James Tynion IV et dessinée par Michael Dialynas, publiée entre 2014 et 2017 par Boom! Studios. La version française de la série est publiée par Ankama Éditions.

## Genèse
Après que James Tynion IV ait écrit The Woods, Boom! Studios l'aide à trouver un artiste afin d'illustrer le comics : « nous hésitions parmi un tas de personnes, mais lorsque j'ai vu le travail de Michael [Dialynas] sur les personnages, cela m'a fait apercevoir... les personnages dans ma tête, ils avaient pris vie d'une manière qui leur était propre, et à ce moment-là, ce fut une évidence ».
The Woods est publié par Boom! Studios en 36 numéros, de mai 2014 à octobre 2017. Toutes les copies du premier numéro ont été acquises par des distributeurs pour de la vente en gros le jour de la sortie ; Boom Studios! publie alors uns seconde impression avec une couverture légèrement différente. La série entière est ensuite rassemblée sous la forme de neuf volumes reliés, sortis entre septembre 2014 et mars 2018.

## Publication

### Publications originales
La série est originellement publiée en neuf volumes couvrant les trois ans que les personnages passent dans les bois de la lune.
| Titre                               | Numéros rassemblés | Format          | Pages | Date de sortie    | ISBN                 |
| ----------------------------------- | ------------------ | --------------- | ----- | ----------------- | -------------------- |
| The Woods, Volume 1: The Arrow      | The Woods #1-4     | Trade Paperback | 96    | 23 septembre 2014 | (ISBN 9781608864546) |
| The Woods, Volume 2: The Swarm      | The Woods #5-8     | Trade Paperback | 112   | 12 mai 2015       | (ISBN 9781608864959) |
| The Woods, Volume 3: New London     | The Woods #9-12    | Trade Paperback | 112   | 19 janvier 2016   | (ISBN 9781608867738) |
| The Woods, Volume 4: Movie Night    | The Woods #13-16   | Trade Paperback | 112   | 7 juin 2016       | (ISBN 9781608868223) |
| The Woods, Volume 5: The Horde      | The Woods #17-20   | Trade Paperback | 112   | 8 novembre 2016   | (ISBN 9781608868575) |
| The Woods, Volume 6: The Lost       | The Woods #21-24   | Trade Paperback | 112   | 25 avril 2017     | (ISBN 9781608869435) |
| The Woods, Volume 7: The Black City | The Woods #25-28   | Trade Paperback | 112   | 11 juillet 2017   | (ISBN 9781608869893) |
| The Woods, Volume 8: The Final War  | The Woods #29-32   | Trade Paperback | 112   | 5 décembre 2017   | (ISBN 9781684150403) |
| The Woods, Volume 9: The Way Home   | The Woods #33-36   | Trade Paperback | 112   | 20 mars 2018      | (ISBN 9781684151271) |

Les neuf volumes sont également rassemblés en trois éditions « Yearbook ».
| Title                                  | Material Collected     | Format          | Pages | Date de sortie  | ISBN                 |
| -------------------------------------- | ---------------------- | --------------- | ----- | --------------- | -------------------- |
| The Woods Yearbook Edition: Book One   | The Woods, Volume #1-3 | Trade Paperback | 304   | 14 mai 2019     | (ISBN 9781684153640) |
| The Woods Yearbook Edition: Book Two   | The Woods, Volume #4-6 | Trade Paperback | 240   | 13 août 2019    | (ISBN 9781684153923) |
| The Woods Yearbook Edition: Book Three | The Woods, Volume #7-9 | Trade Paperback | 304   | 3 décembre 2019 | (ISBN 9781684154685) |

### Publications françaises
- The Woods, Glénat :

1. Tome 1, 4 mars 2016  (ISBN 978-2-359-10918-4)
2. Tome 2, 7 octobre 2016  (ISBN 979-10-33500-03-2)
3. Tome 3, 10 mars 2017  (ISBN 979-10-33503-88-0)
4. Tome 4, 20 avril 2018  (ISBN 979-10-33505-35-8)

## Réception
En 2016, le Young Adult Library Services Association (en) élit The Woods comme le « meilleur roman graphique pour jeunes adultes » de l'année. En 2017, la GLAAD récompense James Tynion IV du prix GLAAD Media Award for Outstanding Comic Book pour son travail sur The Woods. The Woods est nommé à nouveau en 2018, parmi trois œuvres de Tynion à être nommées.

## Adaptation télévisuelle
En décembre 2016, la chaine de télévision américaine Syfy annonce avoir commencé à développer une série basée sur le comics mais le projet est au point mort. L'adaptation est scénarisée par Michael Armbruster et les épisodes prévus pour être produits et réalisés par Brad Peyton.